# Ispani
Ispani ist eine italienische Gemeinde mit 961 Einwohnern (Stand 31. Dezember 2023) in der Provinz Salerno in der Region Kampanien. Der Ort ist Teil der Comunità Montana del Bussento.

## Geografie
Seit 1991 ist der Ort Bestandteil des Nationalpark Cilento und Vallo di Diano. Die Nachbargemeinden sind  Santa Marina und Vibonati. Die Ortsteile sind Capitello und  San Cristoforo. Seit 1991 ist Capitello Mitglied der Costiera Cilentana.